# بينديلي
بنتلي أو بينديلي، (باليونانية: Πεντέλη والاسم القديم: بنتيلي، أو بنتليكون أو بنتليكاس (Πεντελικός)، وأيضاً يطلق علية فريليسَوس أو فريليتَوس (باليونانية: Βριλησσός، Βριληττός)، ويعرف أيضاً في العصور الوسطى بمِندلي) هو جبل عال.. وسلسلة جبال تقع إلى الشمال الشرقي من أثينا وجنوب غرب ماراثون. يبلغ ارتفاع قمة الجبل 1109 متراً. وتغطى الغابات جزء كبير من سلسلة الجبال (حوالي 60 أو 70٪ من مساحتها)، ويمكن مشاهدتها من أثينا الجنوبية (أتيكا)، وسهل بيدياس، وجبل بارنيثا، والجزء الجنوبي من الضواحي الشمالية لأثينا. وتحيط المنازل بهذة الجبال، وخاصة في فريليسيا، وبنتلي، إكالي، ديونيسوس وشمال غيراكاس.

## الجبل
حتى منذ القدم، كان جبل بنتلي مشهور بالرخام الذي يستخرج منه، والذي كان يستخدم لبناء الأكروبول وغيرها من المباني في أثينا القديمة. رخام بنتلي هو رخام أبيض لا تشوبه شائبة ذو مسحة منتظمة من اللون الأصفر الخافت، مما يجعله يتألق بلون ذهبي تحت أشعة الشمس. المحجر القديم محمي بموجب القانون، ويقتصر استخدامه في الحصول على مواد لمشروع ترميم الأكروبول. الطريق المستخدم لنقل كتل الرخام من المحجر إلى الأكروبوليس في العصور القديمة هو منحدر متواصل، ويتبع طبيعية أرض الجبل، تبعاً للبحث والتوثيق الكامل من قبل المهندس المعماري رئيس ترميم الأكروبوليس، أستاذ مانوليس كوريس، في كتابه الحائز على جائزة «من البنتليكون إلى البارثينون». يوجد أيضاً دير في منتصف الجبل، في جهة الشمال الشرقى من وسط المدينة.

## الحرائق
شب حريق في يوليو أوائل عام 1995 التهم الكثير من الغابات الجبلية، وأصبح النصف الشرقي من الجبل أحياء سكنية في منطقة أثينا. بلغ الدخان وقت الحريق حجم هائل، بل وغطي ما يقرب من الجزء الشمالي الشرقي لأثينا بالكامل، وقامت جميع وسائل الإعلام المرئية الأرضية بتغطية مشاهد النيران. واستمر الحريق حوالي 5 أيام حيث وصل إلى شرق بنتلي حوالى الساعة 5:30 مساءً حسب التوقيت المحلى، ومن ثم انتقل إلى بنتليس وفريليسيا، واهلك مجموعة من المنازل ليلة الجمعة (حوالي الساعة 9:00 مساءً حسب التوقيت الشرق-أوروبى، 7:00 م حسب التوقيت العالمي)، ثم النطاق الشمالي للمدينة صباح يوم السبت، ثم ريا بعد ظهر يوم السبت، ومجتمعات ديونيزوس يوم السبت وأنيكسي يوم الاثنين. وقد التهم ذلك الحريق ثلاثة أرباع سفوح جبل بنتلي، وهو من أسوأ حرائق الغابات التي شهدتها أثينا واليونان في القرن العشرين. وادت عمليات التطوير الإسكانى في النصف الشرقي من الجبل إلى إزالة ما تبقى من الطبيعة من الجبل، حيث أنشأت شبكة شوارع متعامدة ودائرية. العديد من المساكن في تلك المنطقة هي من النوع الفاخر وأضيفت عدة منازل أخرى في وقت لاحق، وادى تطوير منطقة تعدين في النصف الشرقي من الجبل أيضاً إلى إزالة ما تبقى من الطبيعة في تلك المنطقة، بينما لا يزال النصف الشمالي من الجبل مغطى بغابات كثيفة.
و حدثت أيضاً سلسلة من الحرائق من عام 1998 إلى عام 2001 دمرت سلسلة الجبال بعد الحريق الكبير. وكانت العديد من تلك الحرائق ذات صلة بجرائم الحرق العمد وألقي القبض على المشتبه بهم. بعد حريق الغابات الكبير في يوليو 1995، سدت الانهيارات الطينية الطرق في منطقة درافى بعد ثلاث سنوات لاحقاً حيث اعاقت صخرة طريق سكني، ووقعت أيضا سلسلة من الانهيارات الطينية بعد عدة سنوات في وقت لاحق ودمرت بعض المنازل، وتستمر تلك الانهيارات في الحدوث بشكل جزئى إلى هذا اليوم.
مرة أخرى، بعد اثني عشر عاماً من الحريق الكبير، أتت النيران مرة أخرى على المناطق الحضرية في أثينا في 30 يونيو 2007، في نفس اليوم الذي وقع فيه حريق جبل بارنيثا، وشوهدت نيران طفيفة شمال شرق فريليسيا، حيث احترقت عشرات المنازل والممتلكات، جنباً إلى جنب مع الغابات في منطقة الحريق. واحرقت النار حتى العشب الجاف الذي كان له دور في الانتشار الكبير للنيران. اهالي المنطقة الآن يفضلون إزالة الحشائش اليابسة من طريق حرائق الغابات في المستقبل. وقد أحرقت النيران حينئذ عشرات الهكتارات واستمر الحريق إلى وقت متأخر من فترة ما بعد الظهر وحتى ساعات متأخرة من الليل، وكان يمكن رؤيته بقدر ما تبعد شوارع الحي وأثينا الممتدة بعدها.
في وقت لاحق، بعد شهر ونصف تقريباً ضرب حريق ضخم مرة أخرى منطقة الغابات المجاورة لبنتلي وفريليسيا. وكان هذه المرة في الحريق أكبر وأكثر تدميراً، وبلغت ألسنة اللهب ارتفاع شاهق تراوح من 50 إلى 60 متراً، حيث حجبت تقريباً أي رؤية للسماء، جنباً إلى جنب مع الدخان المصاحب للحريق. وانتشر الحريق، والتهم عشرات أو مئات المباني، كثير منها كان بالقرب من المناطق المغطاة بالغابات، واحرق جزء غربي بطول 10 كم من الشمال إلى الجنوب، ومنطقة بعرض يتراوح من 4 إلى 5 كم من الشرق إلى الغرب. وقد حارب رجال الإطفاء جنباً إلى جنب مع سكان الحي المصابين بالذعر الحريق في شوارع الحي، وقامت المروحيات برش الحريق من أعلى. وكان الحريق قد بدأ في ساعات ما بعد الظهر وانتشر بسرعة. فقد قام حريق واحد بالتهام الأشجار في ثواني قليلة، وقام آخر بالامتداد إلى الشرفات ذات الدرابزين التي دمرت، وانهارت العديد من الأسطح - استمر الحريق حتى ساعات المساء حيث كان رأس النيران يشتعل بالقرب من البلدة (بنتلى)، في حين ضرب الحريق أيضاً فريليسيا، وشرق نيا إريثرايا، وإكالي، وديونيسوس. وكان سبب الحريق، مثل معظم الحرائق من عام 2007 هو الحرق العمد؛ واتهم رجل إطفاء سابق في الإعداد للحريق وصدر ضده حكم بالسجن وسجن. أثناء أسوأ حريق حدث في البلاد من أي وقت مضى، في 26 أغسطس 2007، والذي حطم الرقم القياسي منذ الخمسينات من القرن السابق، اندلعت فيه النيران بفعل فاعل وخربت ما تبقى من الغابات في المنطقة المحيطة ببنتلي وأحرقت أشجار الصنوبر، والراتينج، والتنوب، واستمر لعدة أيام، وكان هذا الحريق ليس نفسه الذي كان قد وصل من كيراتيا وماركوبولو في الجنوب. ولقدكانت بنتلي في حالة تأهب قصوى أثناء ذلك الحريق.